# Matão (ort)
Matão är en ort i Brasilien.   Den ligger i kommunen Matão och delstaten São Paulo, i den sydöstra delen av landet, 600 km söder om huvudstaden Brasília. Matão ligger 574 meter över havet och antalet invånare är 72 468.
Terrängen runt Matão är platt. Matão är det största samhället i trakten.
Runt Matão är det i huvudsak tätbebyggt. Runt Matão är det ganska tätbefolkat, med 192 invånare per kvadratkilometer.